# Dysgenik
Dysgenik bezeichnet eine umstrittene evolutionsbiologische Hypothese, der zufolge es in einer Art oder Population zu einer Anreicherung von „schädlichen, unerwünschten genetischen Merkmalen“ kommen kann, das heißt zu einer Abnahme der Prävalenz von Merkmalen, die entweder als gut an die Umwelt angepasst oder als sozial erwünscht gelten.
Die Bezeichnung Dysgenik wird gelegentlich als Gegensatz zu Eugenik verwendet; in diesem Zusammenhang wird unter Dysgenik das Unterlassen eugenischer Maßnahmen verstanden.

## Herkunft
Laut dem Oxford English Dictionary wurde die Bezeichnung dysgenics erstmals 1915 von David Starr Jordan, einem Ichthyologen, benutzt, um die von ihm vermuteten dysgenischen Folgen des Ersten Weltkrieges zu beschreiben: Eine „umgekehrte Selektion“ (reversed selection) führe dazu, dass die daheimgebliebenen Schwachen vom Tod verschont blieben und sich somit deren – im Vergleich mit den im Kampf Gefallenen –  minderwertiges Erbgut in der Population ausbreiten werde. Konrad Lorenz bezeichnete 1940 diese „biologischen Folgen der Zivilisation und Domestikation“ als „Verhaustierung des Menschen“.
Nachdem die Eugenik ab den 1930er-Jahren und speziell als Folge der nationalsozialistischen Rassenhygiene diskreditiert worden war, kam auch die Bezeichnung Dysgenik außer Gebrauch, bis der Physiker und Nobelpreisträger von 1956, William B. Shockley, ihn ab 1963 in umstrittenen Reden und Publikationen wieder aufgriff. Shockley betrachtete Intelligenz als erblich und war mit seinen Rassenthesen in Fachkreisen umstritten.
Mehr als 30 Jahre später griff ihn dann erneut der irische Psychologe Richard Lynn auf. Lynns Ansicht zufolge vermindern dysgenische Prozesse die Intelligenz westlicher Nationen. Er prognostizierte 2008 zusammen mit John Harvey das Absinken des weltweiten IQ in den Jahrzehnten 2000 bis 2050.
Ähnlich argumentiert Thilo Sarrazin in Deutschland schafft sich ab (2010).

## Kritik
Die California Academy of Sciences, deren Mitglied David Starr Jordan seit 1891 und deren Direktor er zudem zeitweise war, kritisiert auf ihrer Website seine Auffassungen zur Eugenik als „ungeheuerlich“ (egregious) und verweist zudem auf seine rassistischen, sexistischen und kolonialistischen Ansichten sowie seine Nähe zum Ableismus hin. So habe er beispielsweise vor animal pauperism („Tier-Pauperismus“) gewarnt, der sowohl bei Zuchttieren als auch beim Menschen eintreten könne, wenn unfitten Individuen Nachkommen gestattet werden. Jordan habe nicht nur an die Eugenik geglaubt, sondern habe sich auch für die Durchsetzung ihrer Wertvorstellungen eingesetzt. Er sei einer der Vizepräsidenten des 1. Internationalen Eugenik-Kongresses im Jahr 1912 und Vorsitzender des Eugenik-Komitees der American Breeders Association (heute: American Genetic Association) gewesen. 1909 habe Kalifornien Zwangssterilisationen für Menschen, die der Staat für „unfit“ ansah, legalisiert. Man wisse zwar nicht, ob Jordan direkt an der Verabschiedung des Gesetzes mitwirkte, aber seine Unterstützung eugenischer Überzeugungen und sein gesellschaftlicher Einfluss hätten „zweifellos Auswirkungen auf die Verabschiedung des Gesetzes“ gehabt. 1928 sei Jordan Mitglied des ersten Kuratoriums der Human Betterment Foundation, die sich für Zwangssterilisationen einsetzte, gewesen. Zudem habe er in seinen Schülern fortgewirkt: Einer seiner Schüler, Paul Popenoe (Direktor des Instituts für Familienforschung in Los Angeles), begrüßte gemeinsam mit der Human Betterment Foundation die Legalisierung der eugenischen Sterilisation in Nazi-Deutschland, ein anderer, Leo Stanley, wurde medizinischer Leiter des San Quentin State Prison und führte dort mindestens 600 Sterilisationen durch, wobei er sich bei seinen Beweggründen für die Durchführung eugenischer Sterilisationen im Gefängnis auf Jordan berief.
Über Einflüsse der NS-Ideologie auf die von Konrad Lorenz in den 1940er-Jahren vertretene vergleichende Verhaltensforschung (Ethologie) forschte die US-amerikanische Professorin für Philosophie und Wissenschaftsgeschichte, Theodora J. Kalikow, in den 1970er-Jahren an der University of Massachusetts Dartmouth mit Unterstützung der National Science Foundation. Die fachliche Basis der Lorenz'schen Ethologie beschrieb Kalikow 1980 als biologistisch, seine Thesen zur Dysgenik verortete sie als der NS-Rassenpolitik nahestehend: Lorenz habe „Veränderungen in den instinktiven Verhaltensmustern von domestizierten Tieren als Symptome des Verfalls gedeutet“. Zugleich habe er unterstellt, dass der gleiche Prozess von Domestikation und Niedergang auch auf den Menschen zutreffe, „dass die Zivilisation sich in einem Prozess des ‚Verfalls und Untergangs‘ befinde“. Schließlich habe Lorenz „die genannten Ansichten mit der Rassenpolitik und anderen Zügen des Naziprogramms“ verbunden. Die Durchsicht seiner Schriften habe Kalikow zufolge gezeigt, dass sowohl die Parallelsetzung der Domestikation von Tieren mit dem Verlauf der Zivilisation des Menschen als auch deren Einordnung als Verfallsprozess nach 1945 von Lorenz beibehalten wurde.
Wie zuvor David Starr Jordan besaß auch der Physiker William B. Shockley keinen akademischen Abschluss im Fach Genetik oder in Psychologie. Nachdem er 1975 als Professor of Engineering and Applied Science emeritiert worden war, intensivierte er die Publizierung seiner Vorstellungen vom Zusammenhang zwischen Rasse, Intelligenz und Anzahl der Nachkommen. Zuvor hatte bereits die University of Leeds auf eine geplante Ehrung verzichtet, nachdem deren Initiatoren bekannt geworden war, dass Shockley vorgeschlagen hatte, jeder Person mit einer Intelligenz unter 100 eine finanzielle Prämie zu zahlen, wenn diese sich sterilisieren lasse. Aufgrund seiner rassistischen Äußerungen über die Minderwertigkeit von Schwarzen gilt er heute als Anhänger der White Supremacy.

## Popkultur
Der Film Idiocracy greift auf das Thema der negativen Korrelation zwischen Intelligenz und Kinderzahl (demografisch-ökonomisches Paradoxon) zurück und entwirft eine Dystopie, in der die Welt von Dummen regiert wird.